# Ultima Online
Ultima Online è un MMORPG di genere fantasy ambientato nel mondo di Sosaria sviluppato da Origin Systems, software house successivamente acquistata da EA Games, e uscito nel 1997 per Windows. Il client di Ultima Online dà al giocatore la possibilità di giocare sia in grafica 2D isometrica che in 3D isometrica.

## Modalità di gioco
Il giocatore agisce nel mondo virtuale per mezzo di un personaggio (o avatar), interagendo con personaggi controllati dal server o con altri avatar controllati da altri utenti collegati nello stesso istante. Ogni account di gioco permette la creazione e la gestione di cinque giocatori e di una casa. La libertà di movimento e di personalizzazione all'interno di Ultima Online è assoluta, escludendo ovviamente quei comportamenti che sono vietati dal regolamento di ogni shard.
Il gioco non contempla classi precostruite (com'è invece tipico di molti giochi di ruolo in stile D&D): i giocatori hanno a disposizione punti da distribuire tra varie abilità e statistiche.
Pur in mancanza di vere e proprie classi i giocatori hanno elaborato diversi stili di gioco oggi definiti template e considerati di fatto alla stregua di classi.

### Combattimento
Nel gioco è possibile combattere contro i personaggi (persone, mostri, animali) controllati dall'IA oppure contro i personaggi controllati dagli altri giocatori. Non è possibile attaccare liberamente altri giocatori in tutta Sosaria, ma solo su Felucca (uno dei "mondi paralleli"). Esistono diversi sistemi di combattimento organizzato che permettono di scontrarsi anche in altre zone del gioco:

#### Order & Chaos
Fazioni storiche di UO non più disponibili. Prevedevano lo schieramento dei giocatori al seguito di due leader Lord British e Lord Blackthorn. I giocatori appartenenti ai due gruppi potevano attaccare i nemici ovunque.

#### Fazioni
I giocatori fazionati possono attaccarsi solo su Felucca. L'obiettivo delle guerre tra fazioni è la conquista delle città di Felucca e le fazioni hanno una struttura gerarchica che permette al comandante di gestire i suoi sottoposti, le città conquistate e la fortezza della fazione.
Per acquistare le speciali risorse di fazione sono necessari i silver coin che solo gli appartenenti alle fazioni stesse possono guadagnare, uccidendo i nemici o i mostri di opposta fazione. Esistono quattro fazioni: I Minax, i True Britannian, il Council of Mages e gli Shadowlords.

#### PvP Consensuale
Nella versione ufficiale il gioco prevede due ruleset (regole) chiamate "facet" (felucca/trammel). La differenza è che nella prima il pvp non consensuale è abilitato mentre nella seconda (introdotta nel 2000 con Renaissance) è di fatto vietato: i giocatori non possono attaccarsi tra loro a meno che non esista uno status che lo consenta (ad esempio: gilda alleata, gilda in guerra).
I giocatori appartenenti alla stessa gilda possono sempre attaccarsi l'un l'altro.
I giocatori possono, tramite un apposito menu, sfidare altri personaggi a duello evitando così di incorrere nelle penalità dovute all'assassinio: queste sfide avvengono sempre in apposite arene, dove ci si affronta in un 1 vs 1.

### Personaggi
Il personaggio ottiene dei punti-abilità (punti-skill) per ogni azione che compie in quella particolare abilità, come creare un oggetto (item) o uccidere dei mostri, grazie ai quali può aumentare il proprio livello. Più la skill è alta, più il personaggio può avere facilità nella creazione di oggetti o nel compimento di azioni.
Ogni server ha un proprio skill cap, che sarebbe la cifra massima raggiungibile con la somma di tutte le skill.
Ogni personaggio è caratterizzato da tre statistiche fisiche, che sono: Forza (che equivale poi anche ai propri punti ferita), Destrezza (che riguarda invece la velocità con cui si colpisce o la bravura nel realizzare oggetti) e Intelligenza (che equivale al mana che si ha a disposizione).
Il numero massimo di punti stat (statistiche) che un personaggio può avere è a discrezione del server di gioco che un utente sceglie.
Ogni personaggio ha anche delle resistenze a tipologie di danni/effetti diversi.
Le resistenze possono essere aumentate indossando armature, usando scudi o oggetti magici appropriati.

### Mondi paralleli
La leggenda narra che quando lo straniero sconfisse Mondain distruggendo la gemma dell'immortalità, da ogni frammento della stessa vennero generati nuovi mondi identici tra loro, ognuno dei quali avrebbe poi seguito un suo destino differente dagli altri. Ultima Online con il corso del tempo e delle espansioni ha aggiunto altri mondi al primo creato. I mondi sono 5, ma bisogna precisare che solo i server ufficiali e alcuni non-ufficiali hanno tutti i mondi. Molti shard utilizzano delle mappe originali create ex novo.

### Economia
Il server di gioco fornisce alcuni NPC che vendono oggetti di largo consumo. È però possibile acquistare dei vendor (commercianti) e metterli all'interno delle abitazioni dei giocatori in modo tale da vendere item e oggetti vari in cambio di denaro. Il mercato è anche gestito in una sorta di compravendita anche sui forum dei server di gioco nei quali gli utenti possono fare aste o vendere gli oggetti direttamente ai giocatori interessati.

## Shard ed emulatori
I fan di Ultima Online hanno studiato il gioco fino a costruire emulatori dei server originali EA, chiamati "shard" (in inglese "frammento"). Con gli emulatori più moderni, è possibile personalizzare moltissimi aspetti del gioco e possono supportare un gran numero di giocatori connessi a una singola macchina. Questi shard gratuiti non sono sostenuti da EA ma permettono di non pagare la quota d'iscrizione mensile e di giocare al gioco nello stato in cui era in uno specifico periodo del suo sviluppo.

## Aggiornamenti

### 10º anniversario
Nell'agosto 2006 Electronic Arts annunciò la pubblicazione di un'espansione per il decennale del gioco. Il 27 luglio fu reso disponibile gratuitamente l'espansione Ultima Online: Kingdom Reborn. L'espansione si avvale di un nuovo motore grafico che comunque utilizza una modalità grafica bidimensionale. Electronic Arts ha giustificato la scelta con la volontà di mantenere accessibile il videogioco anche ai computer non recenti.

### Ultima Worlds Online: Origin
Ultima Worlds Online: Origin, inizialmente intitolato Ultima Online 2, è il sequel di Ultima Online, annunciato nel 1999 ma interrotto due anni più tardi. Il gioco doveva essere ambientato in una Sosaria alternativa, dove passato e futuro si incontravano per dare vita ad un mix di elementi steampunk e fantasy. Dotato di un motore grafico tridimensionale, Ultima Worlds Online è stato inizialmente posticipato da EA che non voleva competere con lo stesso Ultima Online, e in seguito annullato.

## Eredità spirituale
Ultima Online ha gettato le dinamiche e meccaniche di gioco di molti giochi di ruolo online nati negli anni successivi. L'ex team di sviluppatori principali, inoltre, nel 2020 hanno dato vita a un "erede spirituale" di Ultima Online: Legends of Aria.